# 五ヶ瀬町立坂本小学校
五ヶ瀬町立坂本小学校（ごかせちょうりつ さかもとしょうがっこう）は、宮崎県西臼杵郡五ヶ瀬町大字三ヶ所にある公立の小学校。

## 概要

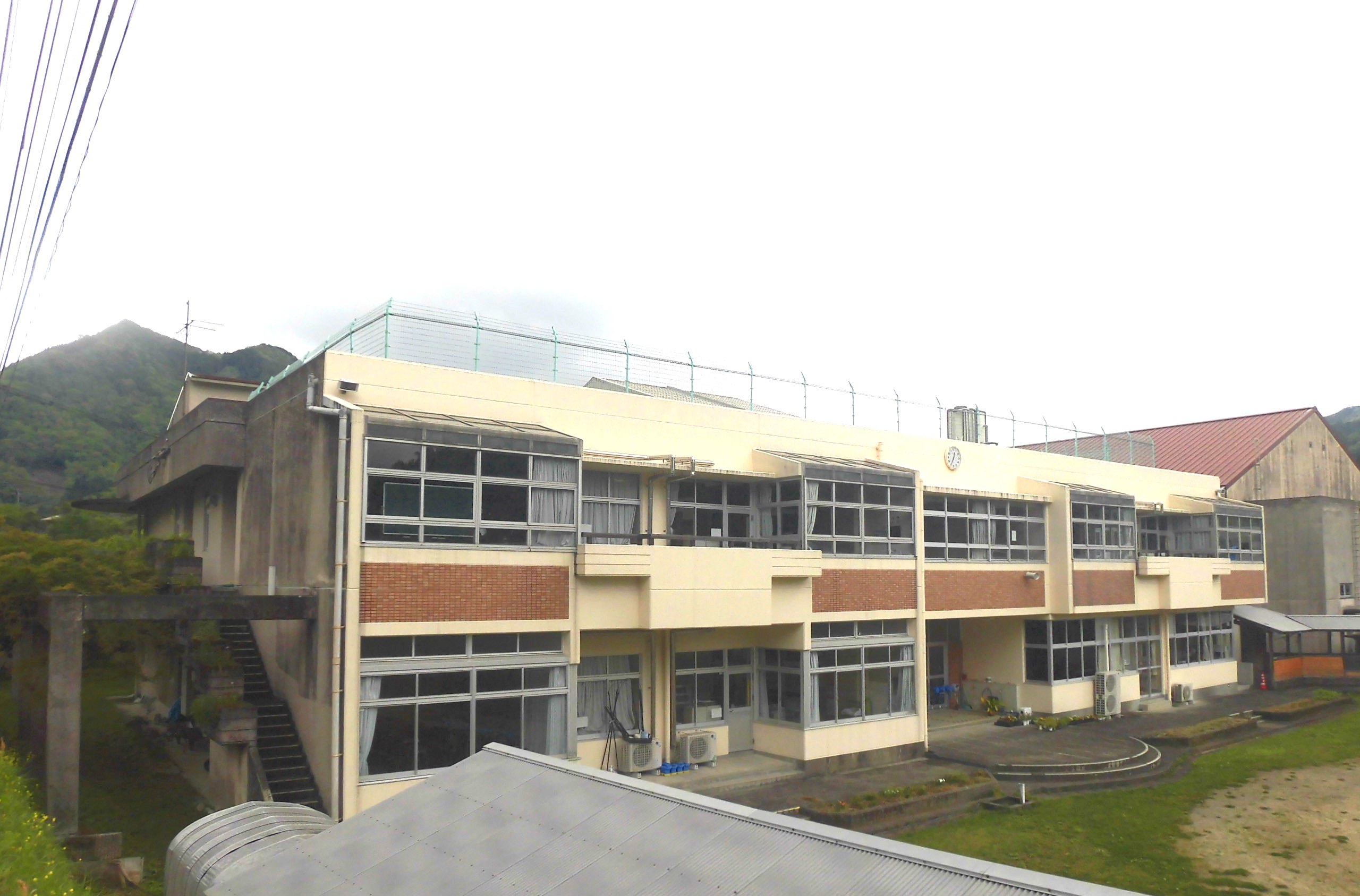
校舎

歴史
1881年（明治14年）赤所小学校より分離の上、独立した「坂本小学校」を前身とする。数回の改組・改称を経て、現校名になったのは、1956年（昭和31年）。2021年（令和3年）には創立140周年を迎えた。
校章
文字は入っていない。
校歌
1968年（昭和43年）制定。作詞は西川功、作曲は渡瀬博司による。歌詞は2番まであり、両番の歌詞中に校名の「坂本小学校」が登場する。
通学区域
「五ヶ瀬町大字三ヶ所（坂本地区のみ）」。中学校区は五ヶ瀬町立五ヶ瀬中学校（旧・五ヶ瀬町立三ヶ所中学校）区。

## 沿革
- 1881年（明治14年）- 赤所小学校より「坂本小学校」が分離・独立。
- 1887年（明治20年）- 小学校令施行により、簡易科（3年制）を設置の上、「簡易坂本小学校」に改称。
- 1889年（明治22年）5月1日 - 町村制施行により、西臼杵郡2村（桑野内、三ヶ所）が合併の上「三ヶ所村」が発足。
- 1892年（明治25年）4月 - 尋常科（4年制）を設置の上、「坂本尋常小学校」となる。校舎を新築。
- 1904年（明治37年）7月22日 - 谷下分教場を設置。
- 1908年（明治41年）
  - 3月 - 校舎1棟を増築。現在地に移転完了。
  - 4月 - 改正小学校令により、尋常科（義務教育年限）が4年制から6年制に改められる。尋常科5年を新設。
- 1909年（明治42年）4月 - 尋常科6年を新設。
- 1915年（大正4年）5月 - 谷下分教場、最終所在地（長迫）に移転を完了。
- 1921年（大正10年）
  - 6月1日 - 高等科を併置の上、「坂本尋常高等小学校」に改称。
  - 12月 - 校舎1棟を増築。運動場を拡張。
- 1935年（昭和10年）4月 - 校舎1棟を増築。運動場を拡張。
- 1941年（昭和16年）4月1日 - 国民学校令施行により、「三ヶ所村坂本国民学校」に改称。尋常科を初等科に改める。
- 1942年（昭和17年）- 火災により、校舎が焼失。当面、分散授業を余儀なくされる。
- 1946年（昭和21年）- 現在地に新校舎が完成。
- 1947年（昭和22年）- 学制改革が行われる（六・三制の実施）。
  - 4月1日 - 国民学校初等科が、新制小学校「三ヶ所村立坂本小学校」に改組・改称。
  - 5月 - 国民学校高等科は、青年学校の普通科とともに、新制中学校「三ヶ所村立三ヶ所中学校 坂本分校」に改組・改称。小学校に併設される。
- 1948年（昭和23年）5月 - 校舎を増築し、三ヶ所小学校坂本分校として使用を開始。
- 1949年（昭和24年）3月31日 - 中学校坂本分校が廃止の上、三ヶ所中学校本校に統合される。
- 1954年（昭和29年）
  - 6月 - 校舎1棟を改築。
  - 9月 - 台風により、正門側校舎が倒壊。
- 1956年（昭和31年）
  - 8月1日 - 五ヶ瀬町発足により、「五ヶ瀬町立坂本小学校」（現校名）に改称。
  - この年 - 谷下分教場を「谷下分校」に改める。
- 1960年（昭和35年）2月 - へき地集会所（講堂）が完成。
- 1962年（昭和37年）5月 - 学校給食を開始。
- 1968年（昭和43年）12月 - 校旗を新調。校歌を制定。
- 1972年（昭和47年）12月 - 鉄骨2階建て新校舎が完成。
- 1973年（昭和48年）
  - 3月31日 - 谷下分校を廃止。
  - 7月 - プールが完成。
- 1980年（昭和55年）- 創立100周年記念式典を挙行。
- 1988年（昭和63年）- 荒踊継承教室を開始。
- 1990年（平成2年）- 文化財愛護少年団を結成。
- 1991年（平成3年）- 北海道新得町立学校と姉妹校を締結。鉄筋コンクリート造3階建て校舎等の増改築を実施。
- 2003年（平成15年）- 運動場の整地を実施。
- 2007年（平成19年）- 五ヶ瀬教育ビジョンを開始。
- 2008年（平成20年）- 五ヶ瀬教育ビジョンG授業を開始。
- 2010年（平成22年）- 校舎の耐震工事のため、三ヶ所小学校との合同授業を実施。

## 交通
公共交通機関利用の場合
- 五ヶ瀬町コミュニティバス「Gライン 坂本線」で、「坂本小学校」停留所下車。

最寄りの幹線道路
- 国道503号

## 周辺
- 坂本簡易郵便局
- 専光寺
- 山代神社・荒踊の館
- 牧稲荷大明神
- 坂狩集落センター
- 三ヶ所川

## 参考資料
- 「五ヶ瀬町史 続編」（2023年（令和5年）3月31日発行, 五ヶ瀬町）p.515～p.517（坂本小学校）,p.523～p.524（谷下分校）